# Descendants of Smith
Descendants of Smith è il quattordicesimo album di Roy Harper.
Questo album è stato ripubblicato nel 1994 con il titolo di Garden of Uranium. La lista dei brani è identica, ma presenta una copertina differente.

## Tracce

### Lato A
1. "Laughing Inside" - 4:15
2. "Garden Of Uranium" - 4:03
3. "Still Life" - 4:47
4. "Pinches Of Salt" - 3:07
5. "Desert Island" - 4:20

### Lato B
1. "Government Surplus" - 2:21
2. "Surplus Liquorice" - 0:39
3. "Liquorice Alltime" - 3:43
4. "Maile Lei" - 4:34
5. "Same Shoes" - 4:15
6. "Descendants Of Smith" - 3:49
7. "Laughing Inside (Rough And Ready version)" - 4:10

## Formazione
- Roy Harper - voce e chitarra
- Nick Harper - chitarra
- Kevin McAlea - tastiere e saxofono